# Sporopipes
Sporopipes es un género de aves paseriformes de la familia Ploceidae. Sus dos miembros se encuentran en África.

## Especies
El género contiene las siguientes dos especies:
- Sporopipes squamifrons - tejedorcito escamoso;
- Sporopipes frontalis - tejedorcito frontal.